# Латария, Валериан Григорьевич
Валериан Григорьевич Латария (дата рождения неизвестна, Зугдидский уезд, Кутаисская губерния, Российская империя — дата смерти неизвестна) — председатель Хобского райисполкома, Грузинская ССР. Герой Социалистического Труда (1949). Лишённый звания Героя Социалистического Труда в 1952 году.

## Биография
Родился в крестьянской семье в одном из сельских населённых пунктов Зугдидского уезда (сегодня — Зугдидский муниципалитет). Окончил местную сельскую школу. Трудился в сельском хозяйстве. Получил высшее образование. Трудился на различных административных и хозяйственных должностях в сельском хозяйстве Хобского района. В послевоенное время — председатель райисполкома Хобского Совета народных депутатов.
Занимался восстановлением сельского хозяйства Хобского района. За выдающиеся трудовые достижения по итогам 1947 года был награждён Орденом Трудового Красного Знамени.
Благодаря его деятельности, сельскохозяйственные предприятия за короткое время в годы Четвёртой пятилетки (1946—1950) достигли довоенного уровня по производству сельскохозяйственной продукции. В 1948 году урожай кукурузы, в целом по району,  превысил плановый сбор на 16 %. Указом Президиума Верховного Совета СССР от 5 августа 1949 года удостоен звания Героя Социалистического Труда за «получение высоких урожаев кукурузы и табака в 1948 году» с вручением ордена Ленина и золотой медали «Серп и Молот» (№ 4214).
Этим же Указом званием Героя Социалистического Труда были награждены первый секретарь райкома партии Михаил Алексеевич Сиордия, заведующий районным отделом сельского хозяйства Прокофий Давидович Чачибая и главный районный агроном Евсевий Александрович Иосава (все перечисленные лица лишены звания Героя Социалистического Труда в 1952 году) и звеньевая колхоза имени Ворошилова Хобского района Ольга Герасимовна Кантария.
Постановлением Президиума Верховного Совета ССР от 5 марта 1952 года ранее принятое решение о присвоении звания Героя Социалистического Труда в его отношении было отменено в связи с необоснованными причинами представления к награждению. Это Постановление Президиума Верховного Совета СССР также отменило решение о присвоении звания Героя Социалистического Труда партийному и хозяйственному руководству Хобского района и нескольким труженикам различных колхозов этого же района.
Также было отменено решение о его награждении орденом Трудового Красного Знамени от 19 мая 1948 года.
Дальнейшая судьба неизвестна.